# Ericaphis scoliopi
Ericaphis scoliopi är en insektsart som först beskrevs av Essig 1936.  Ericaphis scoliopi ingår i släktet Ericaphis och familjen långrörsbladlöss. Inga underarter finns listade i Catalogue of Life.